# Kaitasaari (ö i Södra Karelen, Imatra, lat 61,31, long 28,39)
Kaitasaari är en ö i Finland. Den ligger i sjön Saimen och i kommunen Ruokolax i den ekonomiska regionen  Imatra ekonomiska region  och landskapet Södra Karelen, i den södra delen av landet, 220 km nordost om huvudstaden Helsingfors. Öns area är 1,1 hektar och dess största längd är 270 meter i sydväst-nordöstlig riktning.